# José Luis Beltrán
José Luis Beltrán de Lassaletta (Buenos Aires, 4 gennaio 1956 – 4 gennaio 2025) è stato un cestista argentino naturalizzato spagnolo.

## Carriera
Con la Spagna disputò i Giochi del Mediterraneo del 1975.